# Rebildfesten
Ved Rebildfesten fejres hvert år den amerikanske uafhængighedsdag, 4. juli, i Rebild Bakker. Det menes at være den største fejring af 4. juli uden for USA.
Første gang Rebildfesten blev holdt, var i 1909 i forbindelse med Landsudstillingen i Aarhus.
Siden 1912 har Rebildfesten været afholdt i Rebild Bakker. I 2018 skønnedes det, at omkring 1500 mennesker deltog.